# Wiktor Alexejewitsch Subkow

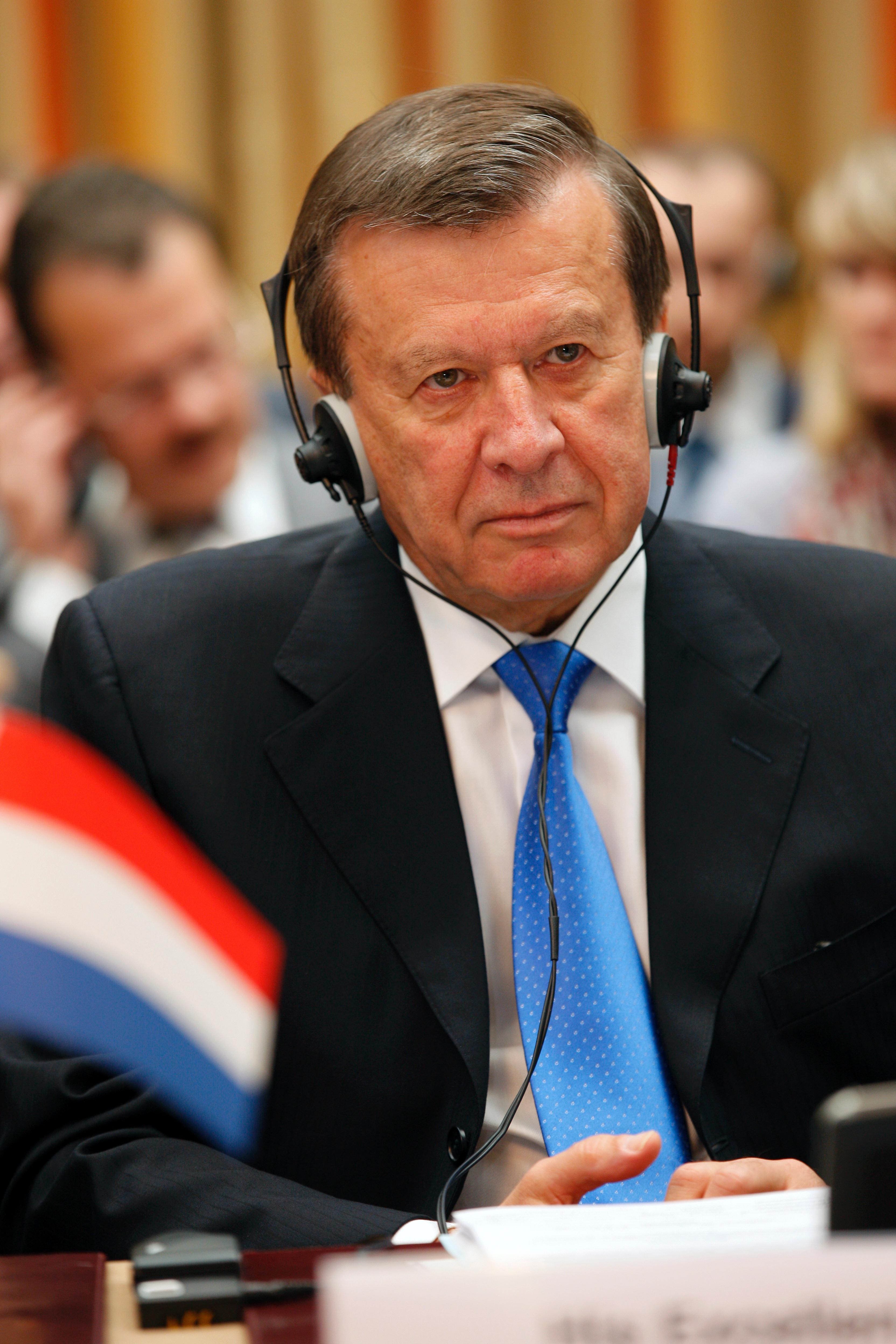
Wiktor Subkow (2011)

Wiktor Alexejewitsch Subkow (russisch Виктор Алексеевич Зубков; * 15. September 1941 in Arbat, Rajon Kuschwa in der Oblast Swerdlowsk) ist ein russischer Politiker. Von September 2007 bis Mai 2008 war er russischer Ministerpräsident. Während der Präsidentschaft Dmitri Medwedews war er ab 2008 Erster Stellvertretender Ministerpräsident. Er bekleidet den Rang eines Wirklichen Staatsrats 1. Klasse der Russischen Föderation.

## Leben
Seine berufliche Laufbahn begann Subkow 1958 als Schlosser im Bergbaukombinat Seweronikel in der nordrussischen Stadt Montschegorsk. 1960 nahm er ein Studium an der Wirtschaftsfakultät des Agrarinstituts in Puschkin auf, das er 1965 abschloss. Im Anschluss an das Studium leistete er bis 1967 seinen Wehrdienst ab.
Von 1967 bis 1982 arbeitete er als leitender Angestellter in verschiedenen staatlichen Landwirtschaftsbetrieben in der Oblast Leningrad: 1967 trat er eine Stelle als Bereichsleiter im Sowchos Krasnaja Slawjanka an. 1970 stieg er zum Direktor des Sowchos Rasdolje auf, den er 12 Jahre lang leitete, bis er schließlich, 1982, zum Generaldirektor des Sowchosverbundes Perwomaiskoje ernannt wurde.
Von 1985 bis 1991 bekleidete Wiktor Subkow verschiedene Ämter in Verwaltungs- und Parteigremien des Rajons Priosersk und später der Oblast Leningrad. Der KPdSU war Subkow bereits 1967 beigetreten. 1985 wurde er Abteilungsleiter der KPdSU-Parteileitung in der Oblast Leningrad. Von 1989 bis 1991 war er stellvertretender Vorsitzender des Leningrader Exekutivkomitees der Kommunistischen Partei (Lenoblispolkom).
Von  Januar 1992 bis November 1993 war Subkow stellvertretender Vorsitzender des Auswärtigen Ausschusses des Bürgermeisteramtes von St. Petersburg, dessen Leitung in jener Zeit Wladimir Putin innehatte.
In den folgenden Jahren bekleidete Subkow leitende Positionen bei den Steuerbehörden der Region St. Petersburg: Im November 1993 wurde er zum Leiter der Petersburger Abteilung der Staatlichen Steuerbehörde (später Ministerium für Steuern und Abgaben) ernannt, 1999 wurde er Stellvertreter des Ministers für Steuern und Abgaben der Russischen Föderation und leitete gleichzeitig die Abteilungen der Steuerinspektion St. Petersburgs und der Oblast Leningrad.
1999 kandidierte Subkow erfolglos für den Posten des Gouverneurs der Oblast Leningrad. Mit einem Ergebnis von 8,6 % erreichte er den vierten Platz. Die Wahlkampagne Subkows leitete der spätere Innenminister und Vorsitzende der Partei Einiges Russland Boris Gryslow. 2000 wurde Subkow, der bereits 1995 der regierungsnahen Partei Unser Haus Russland beigetreten war, in die Führung des Petersburger Verbandes der neu gegründeten Partei Einheit (Jedinstwo) berufen.
Im November 2001 wurde Subkow zum stellvertretenden Finanzminister ernannt und übernahm die Leitung des neugegründeten Komitees für Finanzkontrolle, dessen Aufgabe in der Bekämpfung von Geldwäsche bestand. 2004 wurde das Komitee für Finanzkontrolle in den Föderalen Dienst für Finanzkontrolle (russ. Federalnaja sluschba po finansowomu monitoringu) umgewandelt, dessen Leitung weiterhin Subkow innehatte.
Nach dem Rücktritt von Ministerpräsident Michail Fradkow am 12. September 2007 wurde Subkow von Präsident Putin überraschend als dessen Nachfolger vorgeschlagen. Am 14. September gab die Duma ihre Zustimmung zu diesem Vorschlag, woraufhin Präsident Putin Subkow zum neuen Ministerpräsidenten ernannte. Für die Ernennung Subkows stimmten 87 % der anwesenden Abgeordneten, 11 % stimmten dagegen und 2 % enthielten sich. Gegen die Ernennung Subkows votierte vor allem die Fraktion der KPRF.
Am 8. Mai 2008 löste der bisherige Präsident Putin Subkow als Ministerpräsident ab. Seit der Regierungsneubildung am 12. Mai 2008 ist Subkow Erster Stellvertretender Ministerpräsident im neuen Kabinett unter Putin. Zusätzlich ist Subkow seit Juni 2008 Aufsichtsratsvorsitzender des staatlich kontrollierten Öl- und Gaskonzerns Gazprom. Vom 7. bis 8. Mai 2012, von der Vereidigung des bisherigen Ministerpräsidenten Putin als Präsident bis zur Wahl seines Nachfolgers Dmitri Medwedew, war er erneut kommissarischer Ministerpräsident.

## Mafiaverbindungen
Im November 2015 gelang den spanischen Ermittlungsbehörden ein Schlag gegen die in diesem Land seit Jahren aktive russische Mafiaorganisation Tambow-Bande, der u. a. Mord, Erpressung, Drogen- und Waffenhandel vorgeworfen wurden. In diesem Zusammenhang wurde Subkow enge Verbindungen zu dieser kriminellen Struktur zur Last gelegt. Zusammen mit Subkow erließ die spanische Justiz schließlich im Januar 2016 internationale Haftbefehle gegen 12 prominente Persönlichkeiten aus dem engeren Kreis um Wladimir Putin.

## Familie
Subkow hat eine Tochter, die mit dem ehemaligen russischen Verteidigungsminister Anatoli Serdjukow verheiratet ist.